# عبد الحميد أبو النصر
حسام محمود أبو النصر (1979-) هو كاتب ومؤرخ فلسطيني وابن المناضل محمود أبو النصر أحد مقاتلي منظمة التحرير الفلسطينية ولد في الجزائر، عاد إلى فلسطين عام 1994 وأكمل دراسته الثانوية في مدرسة الكرمل وخليل الوزير. درس اللغة العربية والفرنسية في جامعة عباس فرحات بمدينة سطيف شرق الجزائر، عاد إلى فلسطين عام 1998 بعد استشهاد والده والتحق بالسلطة الفلسطينية كموظف مدني. حصل على بكالوريوس تاريخ من جامعة القدس المفتوحة عام 2008 والتحق بالدرسات العليا بمعهد البحوث والدراسات العربية التابع لجامعة الدول العربية في القاهرة.
أسّس بيت القدس للدراسات والبحوث الفلسطينية عام 2001 بعد إغلاق قوات الاحتلال الإسرائيلي 6 مؤسسات مقدسية وجعل مقرها المؤقت في غزة، ترأس عام 2001 معرض الوثائق الفلسطينية بالجزائر برعاية وزير الثقافة الجزائري محي الدين عميمور وسفير فلسطين منذر الدجاني، في عام 2002 ترأس معرض الوثائق الفلسطينية في لبنان برعاية وزير الإعلام اللّبناني غازي العريضي في بيروت والنائبة بهية الحريري في صيدا وشمل العرض منطقتي طرابلس وصور.
في عام 2004 ترأس وفد بيت القدس لتكريم الدكتور عبد الوهاب المسيري في القاهرة والذي كتب شهادة بخط اليد يثني على جهود بيت القدس في الحفاظ على التاريخ الفلسطيني، وعام 2005 ترأس معرض الوثائق الفلسطينية في محافظة غزة بحضور حيدر عبد الشافي، ووزير الثقافة السابق زياد أبو عمرو. في عام 2006 حصل على شهادة ترميم المخطوطات الدولية من مركز جمعة الماجد في دبي، وفي نفس العام ترأس معرض الوثائق الفلسطينية في أبو ظبي والشارقة وحصل على شهادة النادي الثقافي العربي برئاسة عمر عبد العزيز.
أطلق حملة محاربة الاحتلال بالتوثيق عام 2006، قام خلالها بتوثيق 15000 صورة مخطوط وكتاب حجري ومواقع أثرية في غزة، وأطلق مبادرة إنشاء المجلس الأعلى لاسترجاع الآثار والمخطوطات والوثائق الفلسطينية.

## مؤلفاته
كتب عبد الحميد أبو النصر أكثر من 400 مقال نشر في عدة صحف منها جريدة الصباح الفلسطينية، ودنيا الوطن الإلكترونية، وصحيفة القدس العربي، وله العديد من المؤلفات منها:
- كتاب ثورة الكف الأخضر، صدر عام 2008.
- كتاب غزة...آثار وصور، صدر عام 2010.
- كتاب أقباط بيت المقدس، صدر عام 2011.
- كتاب كلام رصاص، صدر عام 2017.